# 消災吉祥陀羅尼
消災吉祥陀羅尼（しょうさいきちじょうだらに）は、正式には『仏説熾盛光大威徳消災吉祥陀羅尼』といい、仏教の陀羅尼の1つで、災いを除くために星に祈るもの。略称は『消災呪』。

## 概要
不空によって漢訳され、日本では主に禅宗で称えられる。

## 経文

### 梵文
नमः समन्तबुधानाम् अप्रतिहतशासनानां तद्यथा ॐ ख ख खाहि खाहि हूं हूं ज्वल ज्वल प्रज्वल प्रज्वल तिष्ठ तिष्ठ ष्ट्रि ष्ट्रि स्फुट स्फुट शान्तिकश्रिये स्वाहा

### 漢文
曩謨三満哆　　母駄喃　　阿盋囉底　賀多舎　娑曩喃　　怛姪他　唵　佉佉　　佉伵　佉伵 
吽吽　　入縛囉　入縛囉　　盋囉入縛囉　盋囉入縛囉　底瑟娑　底瑟娑　至瑟哩　至瑟哩
娑發舎偌　娑發偌　扇底迦　　室哩曳　娑婆訶

### 意訳
前文
「国が安定せず災難が起こるならば、修行僧を呼び、法に従って道場を作り、仏像を安置し、結界を作り、加持して香華灯燭を相応に供養すれば、生きとし生けるものが幸福になること無量で、その災いはたちまちになくなるだろう。」
本文
帰命し奉る。一切の仏たちに。破壊し難い教え主である諸仏に。すなわち、オーン。虚空よ、虚空よ、呑み尽くし給え、呑み尽くし給え。フーン、フーン。輝きたまえ、輝きたまえ、大いに輝きたまえ、大いに輝きたまえ。止まり給え、止まり給え。星よ、星よ、現れ給え、現れ給え。平安な繁栄のために万歳。